# DC Showcase: Jonah Hex
A Jonah Hex (eredeti cím Jonah Hex) egy 2010-es amerikai rövidfilm. A filmet Joaquim Dos Santos rendezte Joe R. Lansdale forgatókönyvéből.
Az Amerikai Egyesült Államokban 2010. július 27-én jelent meg a Batman a Piros Sisak ellen DVD-n újdonságként és a DC Showcase című rövidfilmsorozat második része.

## Szereplők
| Szereplő                | Eredeti hang          |
| ----------------------- | --------------------- |
| Jonah Hex               | Thomas Jane           |
| Madame Lorraine         | Linda Hamilton        |
| Fiatalember / Bartender | Jason Marsden         |
| Red Doc                 | Michael Rooker        |
| Lány a bárban           | Michelle Trachtenberg |